# Battaglia di Rovine
La battaglia di Rovine ebbe luogo il 17 maggio 1395 nei pressi dell'omonimo villaggio romeno, tra le truppe del regno di Valacchia e quelle dell'Impero ottomano; la battaglia si concluse con una vittoria tattica per le forze valacche.